# Parlamentarisierung
Unter Parlamentarisierung versteht man historisch den Machtveränderungsprozess im 19. und 20. Jahrhundert von der absolutistischen Monarchie zur verfassungsrechtlichen Demokratie mit gesetzgebenden Parlamenten, bestimmt durch freie Volkswahlen meist in einem Mehrparteiensystem.
Im staatsrechtlichen Sinne ist eine Demokratie oder eine konstitutionelle Monarchie dann parlamentarisiert, wenn nicht das Staatsoberhaupt beziehungsweise der Monarch, sondern das Parlament die Regierung bestimmt, d. h. deren Ein- oder Absetzung (die nur noch formal durch das Staatsoberhaupt geschieht) veranlassen kann. Eine konstitutionelle Monarchie kann daher parlamentarisiert oder nicht parlamentarisiert sein. Eine konstitutionelle Monarchie ist also nicht allein dadurch „parlamentarisiert“, dass sie ein Parlament hat. Es kommt vielmehr darauf an, ob dies Parlament über die Regierung entscheidet und ob diese Regierung dem Parlament verantwortlich ist. Ist eine konstitutionelle Monarchie nicht parlamentarisiert (wie z. B. das deutsche Kaiserreich), bestimmt und ernennt der Monarch nicht nur de jure, sondern auch de facto die Regierung, die nicht von einer Parlamentsmehrheit getragen oder zumindest toleriert sein muss und die dem Monarchen und nicht dem Parlament verantwortlich ist. 
Die meisten heutigen europäischen Monarchien sind parlamentarisierte Monarchien (Ausnahme Liechtenstein, das dem Schweizer System der Konkordanzregierung folgt).